# Callistege insulata
Callistege insulata là một loài bướm đêm trong họ Erebidae.